# Campionati mondiali di canoa/kayak slalom 1999
I XXVI Campionati mondiali di canoa/kayak di slalom si sono svolti a La Seu d'Urgell (Spagna).

## Podi

### Uomini
| Evento        | Oro                                                         | Perform. | Argento                                             | Perform. | Bronzo                                                    | Perform. |
| Canoa         |                                                             |          |                                                     |          |                                                           |          |
| C-1           | Francia Emmanuel Brugvin                                    |          | Australia Robin Bell                                |          | Slovacchia Michal Martikán                                |          |
| C-1 a squadre | Polonia Krysztof Bieryt Slawomir Mordaski Mariusz Wieczorek |          | Germania Stefan Pfannmöller Nico Bettge Martin Lang |          | Francia Patrice Estanguet Emmanuel Brugvin Tony Estanguet |          |
| C-2           | Rep. Ceca Marek Jiras Tomás Mader                           |          | Polonia Kryzstof Kolomanski Michael Staniszewski    |          | Francia Eric Blau Bertrand Daille                         |          |
| C-2 a squadre | Rep. Ceca                                                   |          | Slovacchia                                          |          | Francia                                                   |          |
| Kayak         |                                                             |          |                                                     |          |                                                           |          |
| K-1           | Canada David Ford                                           |          | Stati Uniti Scott Shipley                           |          | Regno Unito Paul Ratcliffe                                |          |
| K-1 a squadre | Germania Thomas Becker Ralf Schaberg Jakobus Stenglein      |          | Slovenia Andraž Vehovar Fedja Marusic Miha Stricelj |          | Rep. Ceca Tomas Kobes Jirí Prskávec Vojtech Bares         |          |

### Donne
| Evento        | Oro                                          | Perform. | Argento                                             | Perform. | Bronzo                                               | Perform. |
| Kayak         |                                              |          |                                                     |          |                                                      |          |
| K-1           | Rep. Ceca Stepánka Hilgertová                |          | Polonia Beata Grzesik                               |          | Svizzera Sandra Friedli                              |          |
| K-1 a squadre | Germania Susanne Hirt Evi Huss Mandy Planert |          | Stati Uniti Mary Seaver Rebecca Bennett Sarah Leith |          | Regno Unito Heather Corrie Rachel Crosbee Amy Casson |          |

## Medagliere
| Posizione | Paese       | Oro | Argento | Bronzo | Totale |
| --------- | ----------- | --- | ------- | ------ | ------ |
| 1         | Rep. Ceca   | 3   | 0       | 1      | 4      |
| 2         | Germania    | 2   | 1       | 0      | 3      |
| 3         | Polonia     | 1   | 2       | 0      | 3      |
| 4         | Francia     | 1   | 0       | 3      | 4      |
| 5         | Canada      | 1   | 0       | 0      | 1      |
| 6         | Stati Uniti | 0   | 2       | 0      | 2      |
| 7         | Slovacchia  | 0   | 1       | 1      | 2      |
| 8         | Australia   | 0   | 1       | 0      | 1      |
| 8         | Slovenia    | 0   | 1       | 0      | 1      |
| 10        | Regno Unito | 0   | 0       | 2      | 2      |
| 11        | Svizzera    | 0   | 0       | 1      | 1      |
| Totale    | Totale      | 8   | 8       | 8      | 24     |